# Міщанинов Володимир Олексійович
Володимир Олексійович Міщанинов (10 липня 1905, Боровичі — 31 грудня 1986, Дніпропетровськ) — український радянський художник; член Спілки радянських художників України з 1945 року.

## Біографія
Народився 10 липня 1905 року в місті Боровичах (нині Новгородська область, Росія). 1933 року закінчив Дніпропетровське художнє училище. Брав участь у німецько-радянській війні: служив у стрілецьких підрозділах, мав військове звання старшого сержанта. Нагороджений медаллю «За бойові заслуги» (20 жовтня 1943), двома медалями «За оборону Кавказу» (1 травня 1944; 13 серпня 1944), двома орденами Вітчизняної війни II ступеня (20 квітня 1945; 6 листопада 1985). Був членом КПРС.
Мешкав у Дніпропетровську в будинку на вулиці Севастопольській, № 57. Помер у Дніпропетровську 31 грудня 1986 року.

## Творчість
Працював у галузі мистецтва художнього оформлення. Займався:
- оформленням площ і вулиць Дніпропетровська до свят;
- оформленням кабінетів історії КПРС в учбових закладах (починаючи з 1934 року).

Автор:
- проєкту меморіального ансамблю загиблим воїнам у німецько-радянській війні в смт Солоному (1967–1969);
- обеліска на місці форсування Дніпра у 1943 році у селі Військовому Дніпропетровської області (1968)).